# قاچاق اسلحه

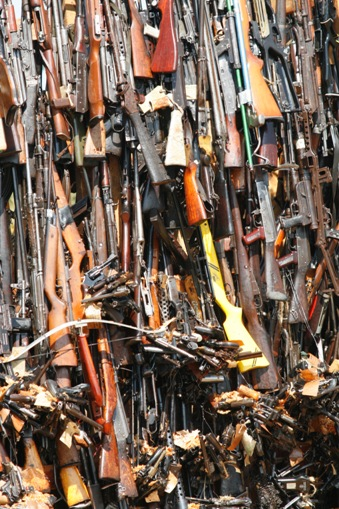
کوهی از سلاح‌های قاچاق ضبط شده آماده برای آتش زدن، نایروبی، کنیا

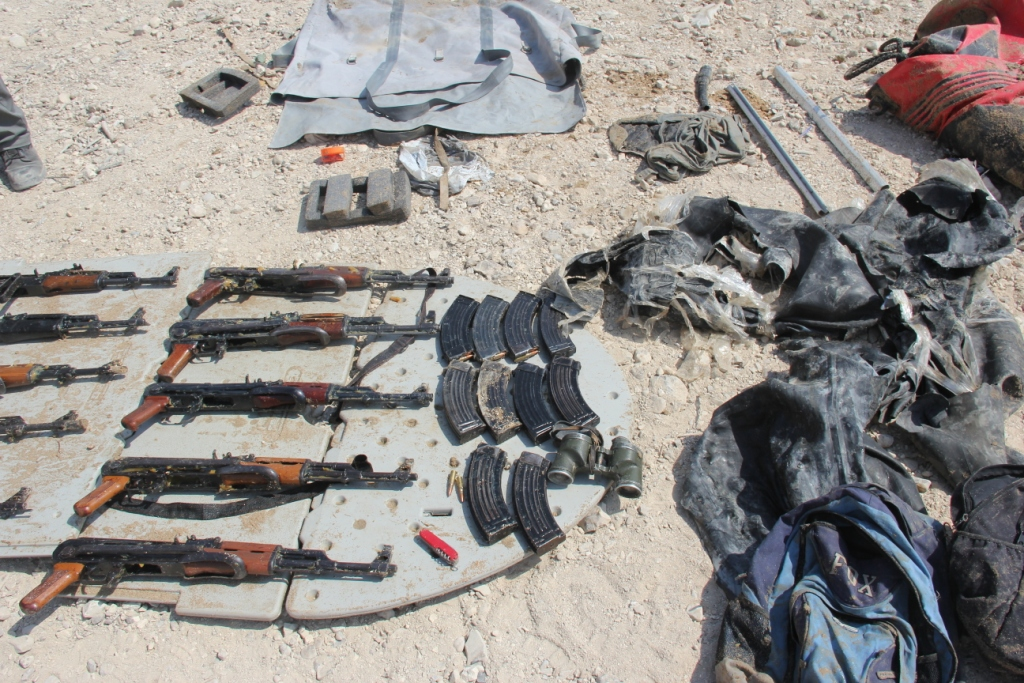
سلاح‌ها و مهمات قاچاق یافته شده در قایق فلسطینی در دریای مرده

قاچاق اسلحه (انگلیسی: Arms trafficking) همچنین gunrunning به جابجایی یا قاچاق غیرقانونی سلاح‌ها یا مهمات غیرمجاز گفته می‌شود. اینکه چه چیزی اساس تجارت قانونی اسلحه را تعیین می‌کند به شکل گسترده‌ای متفاوت است و بر اساس قوانین ملی و محلی می‌باشد.
گزارش ۱۹۹۷ هیئت کارشناسان دولتی سازمان ملل متحد بر سلاح‌های کوچک تعریفی شفاف‌تر و دقیق‌تر ارائه کرد که به صورت بین‌المللی پذیرفته شد. این گزارش اسلحه‌های کوچک (ریوالورها (ششلول یا هفت‌تیر)، پیستل‌های خودبارگذار، تفنگ‌ها، کارابین‌ها، مسلسل دستی، تفنگ‌های تهاجمی و مسلسل‌های سبُک) که برای استفاده شخصی طراحی شده‌اند و سلاح‌های سبُک (مسلسل سنگین، نارنجک‌اندازهای دستی و سوارشدهٔ سنگین، پدافندهای هوایی قابل حمل، توپ‌های ضدتانک قابل حمل، توپ‌های بدون لگد، سیستم‌های موشکی ضدهوایی قابل حمل و خمپاره‌اندازهای کالیبر کمتر از ۱۰۰ میلی‌متر) که برای استفاده توسط چند شخص به عنوان یک واحد نظامی طراحی شده‌اند را از هم متمایز و تفکیک کرد. همچنین مهمات و مواد منفجره که یک بخش مکمل از اسلحه‌های کوچک و سلاح‌های سبک در درگیری هستند.

## تأثیر

### عرصه‌ها
اگرچه قاچاق اسلحه در مناطق درگیری‌های سیاسی گسترده‌است، اما این موضوع تنها به چنین نواحی‌ای منحصر نمی‌شود، و برای مثال در کره جنوبی، رقمی حدود ۶۳ میلیون قبضه سلاح به هند و پاکستان قاچاق شده‌است.
ممنوعیت قاچاق اسلحه یکی از زمینه‌هایی ست که در مفاد حقوق بین‌الملل به صورت رو به افزایش مورد توجه است. نمونه‌هایی از قاچاق اسلحه سابق و کنونی شامل:
- ایران کنترا (ماجرای مک فارلین)
- واردات اسلحه موقت ارتش جمهوری‌خواه ایرلندی
- قاچاق گستردهٔ اسلحهٔ لارن در 1914

در ایالات متحده، گاهی اوقات اصطلاح خط لوله آهن برای توصیف بزرگراه میان‌ایالتی ۹۵ و بزرگراه‌های متصل به آن به عنوان یک گذرگاه قاچاق اسلحه به نیویورک سیتی استفاده می‌شود.

### ارزش بازار
ارزش کلی بازار جهانی اسلحه سالانه حدود ۶۰ میلیارد دلار تخمین زده شده‌است با حدود ۸ میلیارد دلار برای پیستل‌ها، تفنگ‌ها، مسلسل‌ها و گلوله‌ها. ارزش کل تجارت غیرقانونی اسلحه به سختی قابل تخمین است، اما تجارت غیرقانونی اسلحه‌های کوچک حدود ۱۰ تا ۲۰ درصد از کل تجارت اسلحه در جهان تخمین زده شده‌است.

## ایران و قاچاق سلاح
پلیس ایتالیا اعلام کرد که ۹ نفر از جمله چند ایرانی را در شهر میلان به اتهام دست داشتن در قاچاق سلاح به ایران بازداشت کرده‌است.
یک سرباز سابق نیروی دریایی بریتانیا به نام اندرو فاکنر، روز سه شنبه ۱۳ مهر ۱۳۸۹ که قصد فروش ۱۰۰ عدد دوربین اسلحه به ایران را داشت در فرودگاه هیثروی لندن دستگیر شد.
آرماندو اسپاتارو، دادستان ضد تروریسم ایتالیا، در یک کنفرانس خبری سلاح‌ها و مهماتی که از یک شبکه قاچاق اسلحه به دست آمده را نشان داده و گفت دو ایرانی بنام‌های حمید معصومی نژاد، خبرنگار رادیو و تلویزیون دولتی ایران و نازنین روناسی از جمله بازداشت شدگان هستند.

## دلالان قابل توجه اسلحه
- پیر بومارشه (۲۰ ژانویه ۱۷۳۲–۱۸ مه ۱۷۹۹)

### منذر الکسار
منذر الکسار، زادهٔ ۱۹۴۵ در سوریه مشهور به «شاهزاده ماربلا»(به انگلیسی: Prince of Marbella)، محکوم شده در ۲۰ نوامبر ۲۰۰۸ در ایالات متحده برای فروش تسلیحات به فارک.

### ویکتور بوت
ویکتور بوت زادهٔ دوشنبه، جمهوری سوسیالیستی تاجیکستان شوروی، برای قاچاق اسلحه به سراسر جهان به ویژه از کشورهای شوروی سابق به خاورمیانه و آفریقا از طریق مجموعه شرکت‌های راه و ترابری که در فیلم واقع‌گرای ارباب جنگ نیز به تصویر کشیده شد. محکوم شده در سال ۲۰۱۰ به جرم فروش اسلحه به فارک.

### ساموئل کامینگز
ساموئل کامینگز (۷ فوریه ۱۹۲۷–۲۹ آوریل ۱۹۹۸) دلال آمریکایی اسلحه‌های کوچک، مؤسس شرکت اینترنشنال آرمامنت کرپوریشن مشهور به اینترآرمز یا اینترآرمکو در ۱۹۵۳، شرکتی که بازار خصوصی و آزاد جهانی فروش سلاح را قبضه کرد.

### عدنان خاشقجی
عدنان خاشقجی، زاده ۲۵ ژوئیه ۱۹۳۵، تاجر عربستان سعودی. در اوائل دهه ۱۹۸۰ ارزش خالص تجارت خودش را تا ۴ میلیارد دلار رساند.

### لئونید مینین
لئونید مینین (اوکراینی: Леонід Юхимович Мінін) زاده ۱۴ دسامبر ۱۹۴۷ قاچاقچی بین‌المللی اوکراینی که در ۴ اوت ۲۰۰۰ در میلان ایتالیا توسط مقامات ایتالیا دستگیر شد و برای دلالی غیرقانونی اسلحه به کشورهای آفریقای غربی به دو سال زندان محکوم شد.

### سارکیس سوقانالیان
سارکیس سوقانالیان(ارمنی: Սարգիս Սողանալեան؛۶ فوریه ۱۹۲۹ در اسکندرون–۵ اکتبر ۲۰۱۱)، مشهور به تاجر مرگ که به عنوان بزرگترین تاجر اسلحه در جنگ سرد مشهور شد و در طول دهه ۱۹۸۰ طی جنگ ایران و عراق یکی از تأمین کنندگان سلاح گرم و جنگ‌افزار برای رژیم سابق بعث بود که ارزش معاملات وی به ۱٫۶ میلیارد دلار رسید.

### دیل استافل
دیل استافل (۱۹۶۱–۴ دسامبر ۲۰۰۴) تاجر و دلال اسلحه آمریکایی که در تلاش‌های آمریکا در بازسازی پس از جنگ عراق درگیر بود. پس از آگاهی پنتاگون از فساد و بی‌نظمی در پرداخت که پرسنل ایالات متحده در حکومت ائتلاف موقت عراق با دولت عراق درگیر آن بودند، او در یک کمین در تاجی عراق کشته شد.

## در فرهنگ عامه

### فیلم
- ارباب جنگ (۲۰۰۵)، یک فیلم ساختگی دربارهٔ جرائم جنگی که نیکلاس کیج در نقش یک دلال اسلحه پساشوروی شبیه ویکتور بوت بازی می‌کند. این فیلم توسط سازمان عفو بین‌الملل برای نشان دادن وضعیت قاچاق اسلحه توسط صنعت بین‌المللی اسلحه، تأیید شد. بخش‌هایی از این فیلم جریان واقعی قاچاق تعداد زیادی سلاح سبک به آفریقا و نمایش تعداد زیادی تانک تی-۹۰ یک قاچاقچی برای فروش روی باند یک فرودگاه در جمهوری چک بودند.
- میکینگ اکیلینگ: درون تجارت بین‌المللی اسلحه(۲۰۰۶) انگلیسی: Making a Killing: Inside the International Arms Trade، «میک اکیلینگ» به معنی پول خیلی زیاد درآوردن)، یک فیلم مستند ۱۵ دقیقه‌ای بود که در نسخه ویژهٔ دی‌وی‌دی دو دیسکی ارباب جنگ نیز وجود داشت.[۱۲]

### تلویزیون
- مدیر شب
- فرزندان آشوب
- جورمانگند (مانگا)